# Дидык, Тамара Софроновна
Тамара Софроновна Дидык (17 сентября 1935, Лановцы, Тернопольское воеводство, Польша , — 11 марта 2023, Львов) — советская и украинская оперная певица (лирико-драматическое сопрано), народная артистка Украинской ССР (1975).

## Биография
Окончила с отличием Львовское музыкальное училище и класс сольного пения Львовской государственной консерватории (1960, преподаватель Одарка Бандровская).
В 1960—1993 годах ведущая солистка Львовского театра оперы и балета имени Ивана Франко. Исполнила более 50 ролей. Пела партии:
- Наталья — «Наталка Полтавка» Н. Лысенко.
- Мирослава — «Золотой обруч» Б. Лятошинского.
- Оксана, Одарка — «Запорожец за Дунаем» С. Гулака-Артемовского.
- Любовь Шевцова — «Молодая гвардия» Ю. Мейтуса.
- Иоланта, Татьяна — «Иоланта», «Евгений Онегин» П. И. Чайковского.
- Эльвира, Леонора — «Эрнани», «Трубадур» Дж. Верди.
- Земфира — «Алеко» С. Рахманинова.
- Микаэла — «Кармен» Ж. Бизе.
- Маргарита — «Фауст» (Ш. Гуно).
- Елизавета — «Тангейзер» Р. Вагнера).
- Мими — «Богема» Дж. Пуччини.

Гастролировала во Франции, Канаде, США, Финляндии, Польше, Германии,
В 1966 году присвоено звание «Заслуженная артистка УССР». С 1975 года — народная артистка УССР.
С 1989 года преподаватель, с 2004 года — доцент кафедры народных инструментов Львовской национальной музыкальной академии имени Николая Лысенко.
Умерла 11 марта 2023 во Львове.
Жена народного артиста УССР Александра Врабеля.